# Stadsbrand van Alkmaar
De stadsbrand van 1328 in de Nederlandse stad Alkmaar is een van de grootste stadsbranden die deze stad hebben getroffen. De brand vond vermoedelijk plaats op 25 mei 1328, de feestdag van de heilige Urbanus I.  
Een tijdgenoot, Willem Procurator schreef in zijn kroniek: "In hetzelfde jaar raasde op het Urbanus' feest het vuur langs een droevig pad. Alkmaar verwoestend met het grootste deel van de huizen, ook de kerk met alles wat er in was; deze mensen zijn waarlijk uw vlees, Christus, Erbarm u.". Het gaat in dit bericht over de Grote of Sint-Laurenskerk.
In de vroege zomer van het jaar 2000 werden achter de panden Langestraat 16 en 18, bij de hoek met de Houttil met grote waarschijnlijkheid sporen aangetroffen van de uit de archieven bekende Alkmaarse stadsbrand van 1328. Bij eerder onderzoek waren aan de overkant van de Houttil, naast de Waag al eerder sporen aangetroffen van een verbrand huis. Gezien de datering kunnen beide branden inderdaad in 1328 plaats hebben gevonden.  

## Voetnoten
1. ↑  P. Bitter, blz. 123.

## Externe bron
- Langestraat 16-18 op www.alkmaar.nl
- P. Bitter, Graven en begraven. Archeologie en geschiedenis van de Grote Kerk van Alkmaar, dissertatie uit 2002